# Sylvan Anderton
Sylvan Anderton (sinh ngày 23 tháng 11 năm 1934) là một cựu cầu thủ bóng đá người Anh thi đấu ở Football League cho Chelsea, Queens Park Rangers và Reading.